# 2022-es Formula–1 brit nagydíj
A brit nagydíj a 2022-es Formula–1 világbajnokság tizedik futama volt, amelyet 2022. július 1. és július 3. között rendeztek meg a Silverstone Circuit versenypályán, Silverstone-ban.

## Választható keverékek
| Abroncs              | Friss | Használt |
| -------------------- | ----- | -------- |
| Kemény keverék (C1)  |       |          |
| Közepes keverék (C2) |       |          |
| Lágy keverék (C3)    |       |          |
| Átmeneti esőgumi (I) |       |          |
| Teljes esőgumi (W)   |       |          |

## Szabadedzések

### Első szabadedzés
A brit nagydíj első szabadedzését július 1-jén, pénteken délután tartották, magyar idő szerint 14:00-tól.
| helyezés | versenyző        | csapat/motor          | elért idő  | különbség | futott kör |
| -------- | ---------------- | --------------------- | ---------- | --------- | ---------- |
| 1        | Valtteri Bottas  | Alfa Romeo-Ferrari    | 1:42,249   | −         | 9          |
| 2        | Lewis Hamilton   | Mercedes              | 1:42,781   | +0,532    | 10         |
| 3        | Carlos Sainz Jr. | Ferrari               | 1:42,967   | +0,718    | 8          |
| 4        | Charles Leclerc  | Ferrari               | 1:43,801   | +1,552    | 7          |
| 5        | Mick Schumacher  | Haas-Ferrari          | 1:43,895   | +1,646    | 3          |
| 6        | Csou Kuan-jü     | Alfa Romeo-Ferrari    | 1:46,171   | +3,922    | 4          |
| 7        | Kevin Magnussen  | Haas-Ferrari          | 1:48,161   | +5,912    | 3          |
| 8        | Lance Stroll     | Aston Martin-Mercedes | 1:51,243   | +8,994    | 5          |
| 9        | Cunoda Júki      | AlphaTauri-RBPT       | 1:51,373   | +9,124    | 5          |
| 10       | Sebastian Vettel | Aston Martin-Mercedes | 1:59,168   | +16,919   | 5          |
| 11       | George Russell   | Mercedes              | idő nélkül |           | 2          |
| 12       | Sergio Pérez     | Red Bull-RBPT         | idő nélkül |           | 3          |
| 13       | Esteban Ocon     | Alpine-Renault        | idő nélkül |           | 2          |
| 14       | Fernando Alonso  | Alpine-Renault        | idő nélkül |           | 1          |
| 15       | Alexander Albon  | Williams-Mercedes     | idő nélkül |           | 1          |
| 16       | Daniel Ricciardo | McLaren-Mercedes      | idő nélkül |           | 4          |
| 17       | Pierre Gasly     | AlphaTauri-RBPT       | idő nélkül |           | 3          |
| 18       | Lando Norris     | McLaren-Mercedes      | idő nélkül |           | 4          |
| 19       | Nicholas Latifi  | Williams-Mercedes     | idő nélkül |           | 1          |
| 20       | Max Verstappen   | Red Bull-RBPT         | idő nélkül |           | 3          |

### Második szabadedzés
A brit nagydíj második szabadedzését július 1-jén, pénteken délután tartották, magyar idő szerint 17:00-tól.
| helyezés | versenyző        | csapat/motor          | elért idő | különbség | futott kör |
| -------- | ---------------- | --------------------- | --------- | --------- | ---------- |
| 1        | Carlos Sainz Jr. | Ferrari               | 1:28,942  | −         | 28         |
| 2        | Lewis Hamilton   | Mercedes              | 1:29,105  | +0,163    | 21         |
| 3        | Lando Norris     | McLaren-Mercedes      | 1:29,118  | +0,176    | 29         |
| 4        | Max Verstappen   | Red Bull-RBPT         | 1:29,149  | +0,207    | 18         |
| 5        | Charles Leclerc  | Ferrari               | 1:29,404  | +0,462    | 25         |
| 6        | Fernando Alonso  | Alpine-Renault        | 1:29,695  | +0,753    | 19         |
| 7        | Sergio Pérez     | Red Bull-RBPT         | 1:29,753  | +0,811    | 17         |
| 8        | George Russell   | Mercedes              | 1:29,799  | +0,857    | 29         |
| 9        | Daniel Ricciardo | McLaren-Mercedes      | 1:29,902  | +0,960    | 26         |
| 10       | Lance Stroll     | Aston Martin-Mercedes | 1:29,942  | +1,000    | 17         |
| 11       | Valtteri Bottas  | Alfa Romeo-Ferrari    | 1:30,000  | +1,058    | 29         |
| 12       | Sebastian Vettel | Aston Martin-Mercedes | 1:30,057  | +1,115    | 20         |
| 13       | Esteban Ocon     | Alpine-Renault        | 1:30,238  | +1,296    | 12         |
| 14       | Alexander Albon  | Williams-Mercedes     | 1:30,263  | +1,321    | 14         |
| 15       | Csou Kuan-jü     | Alfa Romeo-Ferrari    | 1:30,271  | +1,329    | 27         |
| 16       | Cunoda Júki      | AlphaTauri-RBPT       | 1:30,338  | +1,396    | 29         |
| 17       | Kevin Magnussen  | Haas-Ferrari          | 1:30,480  | +1,538    | 27         |
| 18       | Pierre Gasly     | AlphaTauri-RBPT       | 1:30,510  | +1,568    | 28         |
| 19       | Mick Schumacher  | Haas-Ferrari          | 1:30,609  | +1,667    | 29         |
| 20       | Nicholas Latifi  | Williams-Mercedes     | 1:31,326  | +2,384    | 27         |

### Harmadik szabadedzés
A brit nagydíj harmadik szabadedzését július 2-án, szombaton délután tartották, magyar idő szerint 13:00-tól.
| helyezés | versenyző        | csapat/motor          | elért idő | különbség | futott kör |
| -------- | ---------------- | --------------------- | --------- | --------- | ---------- |
| 1        | Max Verstappen   | Red Bull-RBPT         | 1:27,901  | −         | 18         |
| 2        | Sergio Pérez     | Red Bull-RBPT         | 1:28,311  | +0,410    | 21         |
| 3        | Charles Leclerc  | Ferrari               | 1:28,348  | +0,447    | 21         |
| 4        | George Russell   | Mercedes              | 1:28,426  | +0,525    | 21         |
| 5        | Lewis Hamilton   | Mercedes              | 1:28,488  | +0,587    | 24         |
| 6        | Carlos Sainz Jr. | Ferrari               | 1:28,689  | +0,788    | 21         |
| 7        | Lando Norris     | McLaren-Mercedes      | 1:29,102  | +1,201    | 20         |
| 8        | Valtteri Bottas  | Alfa Romeo-Ferrari    | 1:29,185  | +1,284    | 20         |
| 9        | Mick Schumacher  | Haas-Ferrari          | 1:29,510  | +1,609    | 21         |
| 10       | Fernando Alonso  | Alpine-Renault        | 1:29,520  | +1,619    | 20         |
| 11       | Esteban Ocon     | Alpine-Renault        | 1:29,552  | +1,651    | 24         |
| 12       | Sebastian Vettel | Aston Martin-Mercedes | 1:29,593  | +1,692    | 25         |
| 13       | Csou Kuan-jü     | Alfa Romeo-Ferrari    | 1:29,752  | +1,851    | 17         |
| 14       | Alexander Albon  | Williams-Mercedes     | 1:29,780  | +1,879    | 22         |
| 15       | Pierre Gasly     | AlphaTauri-RBPT       | 1:29,885  | +1,984    | 23         |
| 16       | Lance Stroll     | Aston Martin-Mercedes | 1:29,892  | +1,991    | 26         |
| 17       | Cunoda Júki      | AlphaTauri-RBPT       | 1:30,039  | +2,138    | 22         |
| 18       | Daniel Ricciardo | McLaren-Mercedes      | 1:30,293  | +2,392    | 21         |
| 19       | Nicholas Latifi  | Williams-Mercedes     | 1:30,489  | +2,588    | 16         |
| 20       | Kevin Magnussen  | Haas-Ferrari          | 1:30,523  | +2,622    | 19         |

## Időmérő edzés
A brit nagydíj időmérő edzését július 2-án, szombat délután tartották, magyar idő szerint 16:00-tól.
| helyezés              | rajtszám | versenyző        | csapat/motor          | 1. rész  | 2. rész  | 3. rész  | rajthely | futott kör |
| --------------------- | -------- | ---------------- | --------------------- | -------- | -------- | -------- | -------- | ---------- |
| 1                     | 55       | Carlos Sainz Jr. | Ferrari               | 1:40,190 | 1:41,602 | 1:40,983 | 1        | 26         |
| 2                     | 1        | Max Verstappen   | Red Bull-RBPT         | 1:39,129 | 1:40,655 | 1:41,055 | 2        | 24         |
| 3                     | 16       | Charles Leclerc  | Ferrari               | 1:39,846 | 1:41,247 | 1:41,298 | 3        | 26         |
| 4                     | 11       | Sergio Pérez     | Red Bull-RBPT         | 1:40,521 | 1:42,513 | 1:41,616 | 4        | 26         |
| 5                     | 44       | Lewis Hamilton   | Mercedes              | 1:40,428 | 1:41,062 | 1:41,995 | 5        | 23         |
| 6                     | 4        | Lando Norris     | McLaren-Mercedes      | 1:41,515 | 1:41,821 | 1:42,084 | 6        | 26         |
| 7                     | 14       | Fernando Alonso  | Alpine-Renault        | 1:41,598 | 1:42,209 | 1:42,116 | 7        | 23         |
| 8                     | 63       | George Russell   | Mercedes              | 1:40,028 | 1:41,725 | 1:42,161 | 8        | 23         |
| 9                     | 24       | Csou Kuan-jü     | Alfa Romeo-Ferrari    | 1:40,791 | 1:42,640 | 1:42,719 | 9        | 28         |
| 10                    | 6        | Nicholas Latifi  | Williams-Mercedes     | 1:41,998 | 1:43,273 | 2:03,095 | 10       | 24         |
| 11                    | 10       | Pierre Gasly     | AlphaTauri-RBPT       | 1:41,680 | 1:43,702 |          | 11       | 19         |
| 12                    | 77       | Valtteri Bottas  | Alfa Romeo-Ferrari    | 1:41,396 | 1:44,232 |          | 12       | 20         |
| 13                    | 22       | Cunoda Júki      | AlphaTauri-RBPT       | 1:41,893 | 1:44,311 |          | 13       | 19         |
| 14                    | 3        | Daniel Ricciardo | McLaren-Mercedes      | 1:41,933 | 1:44,355 |          | 14       | 18         |
| 15                    | 31       | Esteban Ocon     | Alpine-Renault        | 1:41,730 | 1:45,190 |          | 15       | 17         |
| 16                    | 23       | Alexander Albon  | Williams-Mercedes     | 1:42,078 |          |          | 16       | 11         |
| 17                    | 20       | Kevin Magnussen  | Haas-Ferrari          | 1:42,159 |          |          | 17       | 11         |
| 18                    | 5        | Sebastian Vettel | Aston Martin-Mercedes | 1:42,666 |          |          | 18       | 9          |
| 19                    | 47       | Mick Schumacher  | Haas-Ferrari          | 1:42,708 |          |          | 19       | 11         |
| 20                    | 18       | Lance Stroll     | Aston Martin-Mercedes | 1:43,430 |          |          | 20       | 10         |
| 107%-os idő: 1:46,068 |          |                  |                       |          |          |          |          |            |

## Futam
A brit nagydíj július 3-án, vasárnap rajtolt el, magyar idő szerint 16:00-kor.
A rajtot követően Verstappen megelőzte a pole-ból induló Carlos Sainzot az első kanyar előtt, átvéve ezzel az első helyet, azonban piros zászlóval megállították a versenyt egy rajtbaleset miatt: Pierre Gasly megpróbált elmenni Zhou és a rosszul rajtoló Russell között, azonban az Alpha Tauri jobb első kereke összeért Russell Mercedesének bal hátsó kerekével. Russell autója így balra kezdett fordulni és beleütközött Zhou Alfa Romeojába, ami a feje tetejére fordult. Zhou hatalmas sebességgel csúszott végig a murvás bukótéren, nekiütközött a gumifalnak és a mögötte lévő kerítés állította meg. Russell egyből félre állt, hogy segítsen pilótatársának. Mivel nem tudta újra indítani autóját, ő is kiesett. A kínai pilóta sérülés nélkül megúszta a balesetet, ami a halo nélkül szinte biztos, hogy halálos kimenetelű lett volna. A rajt után Alexander Albon is kiesett: Sebastian Vettel hátulról nekiment a Williamsnek, az neki ütközött a pit falának, onnan visszacsapódva még ketten is nekimentek a thai pilótánk. Albont kórházba szállították az eset után, de ő is megúszta sérülés nélkül.
Újraindítás
Az újraindítás az eredeti rajtsorrend szerint történt, mivel a piros zászlós leintésig nem tett meg a mezőny egy teljes kört. Sainz a második esélyét jól használta ki és megtartotta vezető helyét. Néhány körrel később Verstappen megelőzte a spanyol pilótát. A címvédő ezután nem sokkal lassulni kezdett és mindkét Ferrari megelőzte őt. A verseny után kiderült, hogy az egyik Alpha Tauri egy darabja szorult be Verstappen autója alá, ezzel tapadást vesztettek a hátsó kerekek. Verstappent kihívták új gumikért, de mint utóbb kiderült, ez nem oldotta meg a problémát, így elszálltak a győzelmi és a dobogós esélyei is. Hamilton a 3. helyen körönként fél másodperccel gyorsabb volt a Ferrariknál és rohamosan közeledett feléjük. Az élen álló Sainz jóval lassabb volt csapattársánál, Leclerc folyton próbálta rábeszélni a csapatot, hogy vegyék el előle Sainzot, de a csapat nem így döntött. Pár körrel később végül Sainz elengett Leclercet. Először Sainzot, majd Leclercet hívták kerékcserére, így Hamilton átvette a vezetést a 25. körben. A hétszeres világbajnok jóval tovább kint tudott maradni, így úgy nézett ki, egy jó taktikával ő nyerheti meg a versenyt. Hamilton kerékcseréje után a két Ferrari ismét az élre állt. A 37. körben Ocon Alpine-ja műszaki hiba miatt leállt a pályán és beküldték a Safety Car-t. Az élen haladó Leclercen kívül mindenki kiment friss lágy gumikért, a Ferrari később nem indokolta ezen döntését, lévén így biztosra vehető volt, hogy Leclerc nem fogja tudni megtartani vezető helyét. Miután a biztonsági autós szakasz véget ért, Sainz átvette a vezetést csapattársától. Leclerc a jóval kopottabb gumikon keményen védekezett, az egyik kanyarban 3-an is egymás mellé kerültek Pérezzel és Hamiltonnal, amiből utóbbi jött ki a legjobban, átvéve a második helyet. Ez idő alatt Fernando Alonso és Lando Norris is utolérte a hármast és úgy tűnt, hogy ők is harcban lehetnek a dobogóért. Pérez később megelőzte Hamiltont is és feljött ezzel a második helyre, Leclerc a negyedikre csúszott vissza. Amíg a három pilóta küzdött egymással, Sainz meglépett előlük így Pérez nem tudta már megcsípni. Az 52 körös versenyt így Carlos Sainz nyerte meg, élete első győzelmét aratva ezzel 150. nagydíján, Pérez a 17. helyről a második lett, Lewis Hamilton pedig a harmadik. Verstappen végül a 7. lett, de Mick Schumacher az utolsó kanyarig támadta őt. Az idén először szerzett pontot Schumacher és így mindkét Haas. A leggyorsabb kör Hamiltoné lett, a nap versenyzőjévé pedig Sergio Pérezt választották.
| helyezés | rajtszám | versenyző        | csapat/motor          | futott kör | idő/kiesés oka   | rajthely | pont  |
| -------- | -------- | ---------------- | --------------------- | ---------- | ---------------- | -------- | ----- |
| 1        | 55       | Carlos Sainz Jr. | Ferrari               | 52         | 2:17:50,311      | 1        | 25    |
| 2        | 11       | Sergio Pérez     | Red Bull-RBPT         | 52         | +3,779           | 4        | 18    |
| 3        | 44       | Lewis Hamilton   | Mercedes              | 52         | +6,225           | 5        | 16[a] |
| 4        | 16       | Charles Leclerc  | Ferrari               | 52         | +8,546           | 3        | 12    |
| 5        | 14       | Fernando Alonso  | Alpine-Renault        | 52         | +9,571           | 7        | 10    |
| 6        | 4        | Lando Norris     | McLaren-Mercedes      | 52         | +11,943          | 6        | 8     |
| 7        | 1        | Max Verstappen   | Red Bull-RBPT         | 52         | +18,777          | 2        | 6     |
| 8        | 47       | Mick Schumacher  | Haas-Ferrari          | 52         | +18,995          | 19       | 4     |
| 9        | 5        | Sebastian Vettel | Aston Martin-Mercedes | 52         | +22,356          | 18       | 2     |
| 10       | 20       | Kevin Magnussen  | Haas-Ferrari          | 52         | +24,590          | 17       | 1     |
| 11       | 18       | Lance Stroll     | Aston Martin-Mercedes | 52         | +26,147          | 20       |       |
| 12       | 6        | Nicholas Latifi  | Williams-Mercedes     | 52         | +32,511          | 10       |       |
| 13       | 3        | Daniel Ricciardo | McLaren-Mercedes      | 52         | +32,817          | 14       |       |
| 14       | 22       | Cunoda Júki      | AlphaTauri-RBPT       | 52         | +40,910          | 13       |       |
| Ki       | 31       | Esteban Ocon     | Alpine-Renault        | 37         | üzemanyagpumpa   | 15       |       |
| Ki       | 10       | Pierre Gasly     | AlphaTauri-RBPT       | 26         | baleseti sérülés | 11       |       |
| Ki       | 77       | Valtteri Bottas  | Alfa Romeo-Ferrari    | 20         | sebességváltó    | 12       |       |
| Ki       | 63       | George Russell   | Mercedes              | 0          | baleset          | 8        |       |
| Ki       | 24       | Csou Kuan-jü     | Alfa Romeo-Ferrari    | 0          | baleset          | 9        |       |
| Ki       | 23       | Alexander Albon  | Williams-Mercedes     | 0          | baleset          | 16       |       |

Megjegyzések:
- ↑ a:  Lewis Hamilton a helyezéséért járó pontok mellett a versenyben futott leggyorsabb körért további 1 pontot szerzett.

## A világbajnokság állása a verseny után
| H   | Versenyzők       | Pont | H   | Konstruktőrök         | Pont |
| --- | ---------------- | ---- | --- | --------------------- | ---- |
| 1.  | Max Verstappen   | 181  | 1.  | Red Bull-RBPT         | 328  |
| 2.  | Sergio Pérez     | 147  | 2.  | Ferrari               | 265  |
| 3.  | Charles Leclerc  | 138  | 3.  | Mercedes              | 204  |
| 4.  | Carlos Sainz Jr. | 127  | 4.  | McLaren-Mercedes      | 73   |
| 5.  | George Russell   | 111  | 5.  | Alpine-Renault        | 67   |
| 6.  | Lewis Hamilton   | 93   | 6.  | Alfa Romeo-Ferrari    | 51   |
| 7.  | Lando Norris     | 58   | 7.  | AlphaTauri-RBPT       | 27   |
| 8.  | Valtteri Bottas  | 46   | 8.  | Haas-Ferrari          | 20   |
| 9.  | Esteban Ocon     | 39   | 9.  | Aston Martin-Mercedes | 18   |
| 10. | Fernando Alonso  | 28   | 10. | Williams-Mercedes     | 3    |

(A teljes táblázat)

## Statisztikák
- Vezető helyen:
  - Max Verstappen: 4 kör (1 és 10-12)
  - Carlos Sainz Jr.: 27 kör (2-9, 13-20, 39 és 43-52)
  - Charles Leclerc: 13 kör (21-25, 34-38 és 40-42)
  - Lewis Hamilton: 8 kör (26-33)
- Carlos Sainz Jr. 1. pole-pozíciója és 1. futamgyőzelme.
- Lewis Hamilton 61. versenyben futott leggyorsabb köre.
- A Ferrari 241. futamgyőzelme.
- Carlos Sainz Jr. 12., Sergio Pérez 21., Lewis Hamilton 185. dobogós helyezése.
- Carlos Sainz Jr. 150. nagydíja.